# ميلبيمايسين أوكسيم
ميلبيمايسين أوكسيم milbemycin oxime من الأدوية البيطرية من مجموعة milbemycins، يستخدم ضد الطفيليات واسع الطيف. وهو فعال ضد الديدان (قاتل للديدان) والحشرات (مبيد حشري)  والعث (مبيد للعث والسوس).

## آلية العمل
كالأفيرميكتين فإن الميلبيمايسينات هي منتجات تخمر تنتج بواسطة أنواع مختلفة من السبحية. لديهما آلية عمل متماثلة، ولكن عمره النصفي أطول من الأفيرميكتينات avermectins. ويتم إنتاجه بواسطة Streptomyces hygroscopicus aureolacrimosus. يعمل على فتح قنوات الغلوتامات الحساسة للكلوريد في الخلايا العصبية والخلايا العضلية للافقاريات، مما يؤدي إلى فرط استقطاب hyperpolarisation هذه الخلايا ومنع نقل الإشارات.

## الاستخدامات
فعال ضد طيف واسع من الديدان الخيطية. وهو مبيد سوس وعث miticide بما في ذلك القارمة Sarcoptes والدويدية Demodex. تمت الموافقة عليه من قبل إدارة الغذاء والدواء الأمريكية FDA لكنها لم تشير إلى فعالية ضد الحشرات.
يستخدم هذا الدواء للعلاج والوقاية من الديدان القلبية في الكلاب والقطط، على الرغم من أنه أقل قوة وفعالية ضد الديدان القلبية من الأفيرميكتين.
وغالبا ما يتم الجمع بينه وبين عوامل أخرى مضادة للطفيليات لتحقيق أكبر طيف ممكن.
مؤخرا تم استخدام الدواء في أحواض الشعاب البحرية للسيطرة على الإصابة الطفيلية harptacoid copepod (Tegastidae) على المستعمرات المرجانية الصلبة. وهو علاج كامل فعال لهذه الطفيليات لأنه ليس ساما للشعب المرجانية في الجرعة المطلوبة لقتل الطفيليات. يجب إزالة الجمبري وسرطان البحر والقشريات الأخرى قبل العلاج، لأنه سيكون قاتل لها.

## الآثار الجانبية
يعد تحمل الدواء جيدا، حتى من قبل الكلاب المقاومة للأدوية المتعددة.